# Rolava
Rolava är ett vattendrag i Tjeckien.   Det ligger i regionen Karlovy Vary, i den västra delen av landet, 110 km väster om huvudstaden Prag.